# Österreichische Judo-Damen-Mannschaftsmeisterschaft 2010
Die Österreichische Judo-Damen-Mannschaftsmeisterschaft 2010 ermittelte zum 29. Mal den Österreichischen Mannschaftsmeisters im Judo. Sie wurde vom Österreichischen Judoverband ausgetragen. Sieger war zum 5. Mal der Vereinsgeschichte der JC Vienna Samurai.

## Tabelle
| Position | Mannschaft        | Ort               | Bundesland     | Quelle |
| -------- | ----------------- | ----------------- | -------------- | ------ |
| 1        | JC Vienna Samurai | Leopoldstadt      | Wien           | [ 2 ]  |
| 2        | LZ Wels           | Wels              | Oberösterreich | [ 3 ]  |
| 3        | UJZ Mühlviertel   | Niederwaldkirchen | Oberösterreich | [ 3 ]  |
|          | Creative Graz     | Graz              | Steiermark     | [ 4 ]  |
|          | Union Pinzgau     | Rauris            | Salzburg       | [ 4 ]  |

Stand: 2025-03-16

## Begegnungen
| Datum             | Ort          | Mannschaft 1 | Mannschaft 2 | Siege 1 | Siege 2 | Quelle |
| ----------------- | ------------ | ------------ | ------------ | ------- | ------- | ------ |
| 13. November 2010 | Budokan Wels | Samurai Wien | LZ Wels      | 3       | 1       | [ 3 ]  |

## Kader des österreichischen Meisters
| Mannschaft        | Name          | Land    | Quelle |
| ----------------- | ------------- | ------- | ------ |
| JC Vienna Samurai | Hilde Drexler | Austria | [ 3 ]  |